# Дискографія гурту «Воплі Відоплясова»
Український гурт «Воплі Відоплясова» утворилася в 1986 році. Через п'ять років, в 1991 році, на вініловій платівці (згодом на компакт-диску) вийшов їхній перший офіційний реліз «Або або». Протягом наступних років ВВ записали 20 альбомів та синглів, останній з яких  — студійний альбом «Чудовий світ» вийде в жовтні 2013 року. Група продовжує творчу діяльність до сьогодні.
| Назва, рік виходу і короткий опис альбому | Доріжки | Доріжки |
| Або або (1991) Перший офіційний реліз Воплів Відоплясова. Вийшов на вініловій платівці і згодом на компакт-диску. Альбом записаний наживо у Франції на фестивалі «Eurockeens de Belfort». | 1. Демоны 2. Машина 3. Я підійду 4. Мусса 5. Ты ушёл 6. Полонина 7. Були деньки 8. Рассвет 9. Веселковий твист 10. Оля 11. Зв'язок 12. Колись 13. Або або 14. Червоні коні | 1. Демоны 2. Машина 3. Я підійду 4. Мусса 5. Ты ушёл 6. Полонина 7. Були деньки 8. Рассвет 9. Веселковий твист 10. Оля 11. Зв'язок 12. Колись 13. Або або 14. Червоні коні |
| Закустика (MC) (1993) Альбом записаний під час виступу у культовому паризькому клубі «Ше Піф» | 1. Шалена зірка 2. Дитинство 3. Ти ж мене підманула 4. Розпрягайте, хлопці, коні 5. Гей, червоні коні 6. Ой ти, Галю, Галю молодая 7. На вулиці скрипка грає 8. Колись 9. Несе Галя воду | 1. Шалена зірка 2. Дитинство 3. Ти ж мене підманула 4. Розпрягайте, хлопці, коні 5. Гей, червоні коні 6. Ой ти, Галю, Галю молодая 7. На вулиці скрипка грає 8. Колись 9. Несе Галя воду |
| Країна мрій (1994) Пілотна CD-версія легендарного альбому. Видано в Австрії обмеженим тиражем. | 1. Кармен 2. Машина 3. Я підійду 4. Мусса 5. Ты ушёл 6. Знову зима 7. Галелуя 8. Alright 9. Автострада у пекло 10. Танці 11. Легенда о любві 12. Ліда 13. Шалена зірка 14. Танго 15. Веселковий твіст 16. Зв’язок 17. Колись 18. Країна мрій | 1. Кармен 2. Машина 3. Я підійду 4. Мусса 5. Ты ушёл 6. Знову зима 7. Галелуя 8. Alright 9. Автострада у пекло 10. Танці 11. Легенда о любві 12. Ліда 13. Шалена зірка 14. Танго 15. Веселковий твіст 16. Зв’язок 17. Колись 18. Країна мрій |
| Музіка (1996) | 1. Передмова 2. Музіка 3. Глибина 4. Гей! Любо! 5. Весна | 1. Передмова 2. Музіка 3. Глибина 4. Гей! Любо! 5. Весна |
| Музіка (1997) Цей рок-альбом брав із собою в космос український космонавт Леонід Каденюк. | 1. Весна 2. Юра 3. Білі плями 4. Музіка 5. Краков’як рок 6. Глибина 7. Гармонія 8. Гей! Любо! 9. Боги 10. Галина 11. Їхали козаки 12. Горіла сосна | 1. Весна 2. Юра 3. Білі плями 4. Музіка 5. Краков’як рок 6. Глибина 7. Гармонія 8. Гей! Любо! 9. Боги 10. Галина 11. Їхали козаки 12. Горіла сосна |
| Країна мрій (1997) Перевидання альбому 1994 з деякими змінами. | 1. Dansez 2. Шалена зірка 3. Машина 4. Я підійду 5. Кармен 6. Зв’язок 7. Легенда про кохання 8. Ліда, Ліда 9. Веселковий твіст 10. Галелуя 11. Ты ушёл 12. Олрай 13. Галю, приходь 14. Танго 15. Колись 16. Танці 17. Країна мрій | 1. Dansez 2. Шалена зірка 3. Машина 4. Я підійду 5. Кармен 6. Зв’язок 7. Легенда про кохання 8. Ліда, Ліда 9. Веселковий твіст 10. Галелуя 11. Ты ушёл 12. Олрай 13. Галю, приходь 14. Танго 15. Колись 16. Танці 17. Країна мрій |
| Любов (альбом) (1998) Перший максі-сингл оновленого складу групи. Місце гітариста остаточно займає Євген Рогачевський. | 1. Любовь 2. Таємні сфери 3. Стривай, паровозе! 4. Я прошу 5. Любов | 1. Любовь 2. Таємні сфери 3. Стривай, паровозе! 4. Я прошу 5. Любов |
| Хвилі Амура (2000) Романтичний та вишуканий альбом, що з'явився на світ у перший день весни. | 1. День народження 2. Добрий день 3. Любов 4. Обернись 5. Що було 6. Трава 7. Таємні сфери 8. Махатма 9. Як під небом 10. Є — є 11. Товарищ майор 12. Відрада 13. Оля 14. Були на селі 15. Гоп-ця! 16. Або або | 1. День народження 2. Добрий день 3. Любов 4. Обернись 5. Що було 6. Трава 7. Таємні сфери 8. Махатма 9. Як під небом 10. Є — є 11. Товарищ майор 12. Відрада 13. Оля 14. Були на селі 15. Гоп-ця! 16. Або або |
| День нароDJення (2001) Електронний альбом, складений з кавер-версій радянських хітів та авторських реміксів на твори ВВешників. | 1. День нароDJення RMX 2. Махатма 3. Не думай 4. Мы — дети 5. День нароDJення 2 (sufi version) 6. Мелодия | 1. День нароDJення RMX 2. Махатма 3. Не думай 4. Мы — дети 5. День нароDJення 2 (sufi version) 6. Мелодия |
| Мамай (альбом) (2001) | 1. Зоряна осінь 2. Велика сила 3. Мамай 4. Пачка цигарок 5. Сонячні дні | 1. Зоряна осінь 2. Велика сила 3. Мамай 4. Пачка цигарок 5. Сонячні дні |
| Файно (альбом) (2002) Потужний електророк з елементами фольклору. Разом сплетені музичний експеримент, гостра соціальна тематика і відгомони панк-рокової юності музикантів. | 1. Світ 2. Рай 3. Попs 4. Апокалипсис 5. Пачка цигарок 6. Сонячні дні 7. Море 8. Зоряна осінь 9. Ізнов 10. Мамай 11. Велика сила 12. Динама 13. Музика дика 14. Підманула | 1. Світ 2. Рай 3. Попs 4. Апокалипсис 5. Пачка цигарок 6. Сонячні дні 7. Море 8. Зоряна осінь 9. Ізнов 10. Мамай 11. Велика сила 12. Динама 13. Музика дика 14. Підманула |
| Були деньки (2006) Альбом присвячений 20-ти річчю гурту. Витриманий в музичному стилі вісімдесятих років та складений з раніше не виданих пісень 80-х, 90-х років. | 1. Пісенька 2. А-ба-бап 3. Пісня 4. А чи то 5. Були деньки 6. Заднє око 7. Колискова 8. Політрок 9. Червоні коні 10. Гей, налягай 11. Дитинство 12. Катерина | 1. Пісенька 2. А-ба-бап 3. Пісня 4. А чи то 5. Були деньки 6. Заднє око 7. Колискова 8. Політрок 9. Червоні коні 10. Гей, налягай 11. Дитинство 12. Катерина |
| Відеоколекція (DVD) (2007) Перша відеозбірка гурту. В основну частину включено 15 відеокліпів 1996—2006 років. У «Архів» (1988-1993) потрапили матеріали з приватних колекцій і телеархівів України, Росії та Франції. | 1. Музіка 2. Весна 3. Горіла сосна 4. Любов 5. День народження 6. Були на селі 7. Не думай 8. День народження RMX 9. Світ 10. Полонина 11. Сонячні дні 12. Зоряна осінь 13. Пісенька 14. Колискова 15. Катерина 16. Танці 17. Зв’язок 18. Були деньки 19. Пісенька (live) 20. Оля (live) 21. Колискова (live) 22. Галю, приходь (live) 23. Танці (live)                                                                      | 1. Музіка 2. Весна 3. Горіла сосна 4. Любов 5. День народження 6. Були на селі 7. Не думай 8. День народження RMX 9. Світ 10. Полонина 11. Сонячні дні 12. Зоряна осінь 13. Пісенька 14. Колискова 15. Катерина 16. Танці 17. Зв’язок 18. Були деньки 19. Пісенька (live) 20. Оля (live) 21. Колискова (live) 22. Галю, приходь (live) 23. Танці (live)                                                                      |
| В.В. на сцені фестивалю Рок-Січ (2008) Концертний альбом, записаний під час фестивалю Рок Січ (Київ, 2006). | 1. Полонина (live) 2. Дитинство (live) 3. Є — є (live) 4. Пачка цигарок (live) 5. Сонячні дні (live) 6. Юра (live) 7. Попс (live) 8. Любов (live) 9. День народження (live) 10. Були деньки (live) 11. Були на селі (live) 12. Розмова з Махатмою (live) 13. Галю, приходь (live) 14. Їхали козаки (live) 15. Гей! Любо! (live) 16. Розпрягайте, хлопці, коней! (live) 17. Весна (live) 18. Танці (live) 19. Катерина (live) | 1. Полонина (live) 2. Дитинство (live) 3. Є — є (live) 4. Пачка цигарок (live) 5. Сонячні дні (live) 6. Юра (live) 7. Попс (live) 8. Любов (live) 9. День народження (live) 10. Були деньки (live) 11. Були на селі (live) 12. Розмова з Махатмою (live) 13. Галю, приходь (live) 14. Їхали козаки (live) 15. Гей! Любо! (live) 16. Розпрягайте, хлопці, коней! (live) 17. Весна (live) 18. Танці (live) 19. Катерина (live) |
| Гімн-Славень України (2008) Канонічна і традиційна версії українського Гімну, доповнені електронною версією фотоальбому «Український живопис» 19-початку 20 століття, а так само караоке-треками у супроводі репродукцій картин українських художників. | Диск 1 (CD) 1. Гімн України «Ще не вмерла Україна…» 2. Славень України «Квітне рідна Україна…» 3. Фотоальбом «Український живопис XIX — початку XX століть» 4. Народні версії Славня України | Диск 2 (DVD) 1. «Ще не вмерла Україна…» (караоке) 2. «Квітне рідна Україна…» (караоке) |
| Відеоколекції (колекційне видання 2DVD) (2008) Подвійний DVD. Колекційне видання з обмеженим накладом. У перший диск включені 15 кліпів 1996—2006 років, доповнених архівним відео з приватних колекцій і телеархівів України, Росії та Франції. Другий диск містить відеозаписи з концертного архіву ВВ — фрагменти виступу на концерті київської «Рок-Артілі» в 1988 а так само рок-шоу за участю французьких музикантів (Київ 1996). | DVD 1 1. Музіка 2. Весна 3. Горіла 4. Сосна 5. Любов 6. День народження 7. Були на селі 8. Не думай 9. День народження (rmx) 10. Світ 11. Полонина 12. Сонячні дні 13. Зоряна осінь 14. Пісенка 15. Колискова 16. Катерина 17. Танці 18. Зв’язок 19. Буллы деньки 20. Пісенка (live) 21. Оля (live) 22. Колискова (live) 23. Галю, приходь (live) 24. Танці (live)                                                           | DVD 2 1. Танці’ 88 2. Оля 3. Були денькі 4. Товарищ майор 5. Ззадне око 6. Музіка 7. Розмова з махатмою 8. Плач Ярославни 9. Танго 10. Я підійду 11. Політрок 12. Ай-яй-яй 13. Були на селі 14. Галю, приходь 15. Піманула 16. Танці’ 96 17. Dansez |
| Ладо (віртуальний сингл) (2008) | Ладо | Ладо |
| Були деньки (vinyl LP) (2008) Вінілова платівка (серія Audiophile), «важкий вініл» (180 г), обмежений тираж (300 примірників). | | |
| Ладо (сингл) (2009) | 1. Ладо 2. Лети, моя мила сестро 3. Марш січових стрільців 4. Alain Delon 5. Голубка 6. Ладо (radio version) 7. Ладо (video) | 1. Ладо 2. Лети, моя мила сестро 3. Марш січових стрільців 4. Alain Delon 5. Голубка 6. Ладо (radio version) 7. Ладо (video) |
| Чіо Чіо Сан (сингл) (2009). Містить однойменну пісню, а також відеокліп, відзнятий (режисер-постановник — О. Скрипка, оператор — С. Михальчук) за сприяння представників Українсько-японського центру. | Чіо Чіо Сан | Чіо Чіо Сан |
| Відпустка (сингл) (2010). Містить пісню та відеокліп (режисер-постановник — О. Скрипка, оператор — О. Хорошко). | Відпустка | Відпустка |
| Чудовий світ (2013) Перший студійний альбом за останні роки. Вийшов в середині жовтня 2013 року. | 1. Мана 2. Чудовий світ 3. Талалай 4. Щедрик 5. Ладо 6. Диво 7. Відпустка 8. Понеділок 9. Примари 10. Чіо Чіо Сан 11. Січові Стрільці 12. Дібрівонька | 1. Мана 2. Чудовий світ 3. Талалай 4. Щедрик 5. Ладо 6. Диво 7. Відпустка 8. Понеділок 9. Примари 10. Чіо Чіо Сан 11. Січові Стрільці 12. Дібрівонька |